# Faradja faradjensis
Genre
Espèce
Synonymes
- Larinia faradjensis Lessert, 1930

Faradja faradjensis, unique représentant du genre Faradja, est une espèce d'araignées aranéomorphes de la famille des Araneidae.

## Distribution
Cette espèce est endémique du Haut-Uele au Congo-Kinshasa,.

## Description
Le mâle holotype mesure 4,9 mm.

## Étymologie
Son nom d'espèce, composé de faradj[e] et du suffixe latin -ensis, « qui vit dans, qui habite », lui a été donné en référence au lieu de sa découverte, Faradje.

## Publications originales
- Lessert, 1930 : Araignées du Congo recueillies au cours de l'expedition par l'Amercan Museum (1909-1915). Quatrieme et derniere partie. Revue Suisse de Zoologie, vol. 37, p. 613-672 (texte intégral).
- Grasshoff, 1970 : Die Tribus Mangorini. II. Die neuen Gattungen Siwa, Paralarinia, Faradja, Mahembea und Lariniaria (Arachnida: Araneae: Araneidae-Araneinae). Senckenbergiana biologica, vol. 51, p. 409-423.